# 格林斯福克鎮區 (印地安納州蘭道夫縣)
格林斯福克鎮區（英語：Greensfork Township）是位於美國印地安納州蘭道夫縣的一個行政鎮區。

## 地方資料
根據2010年美國人口普查的數據，格林斯福克鎮區的面積為119.40平方千米，當中陸地面積為119.20平方千米，而水域面積為0.20平方千米。當地共有人口1082人，而人口密度為每平方千米9.06人。